# Sahul

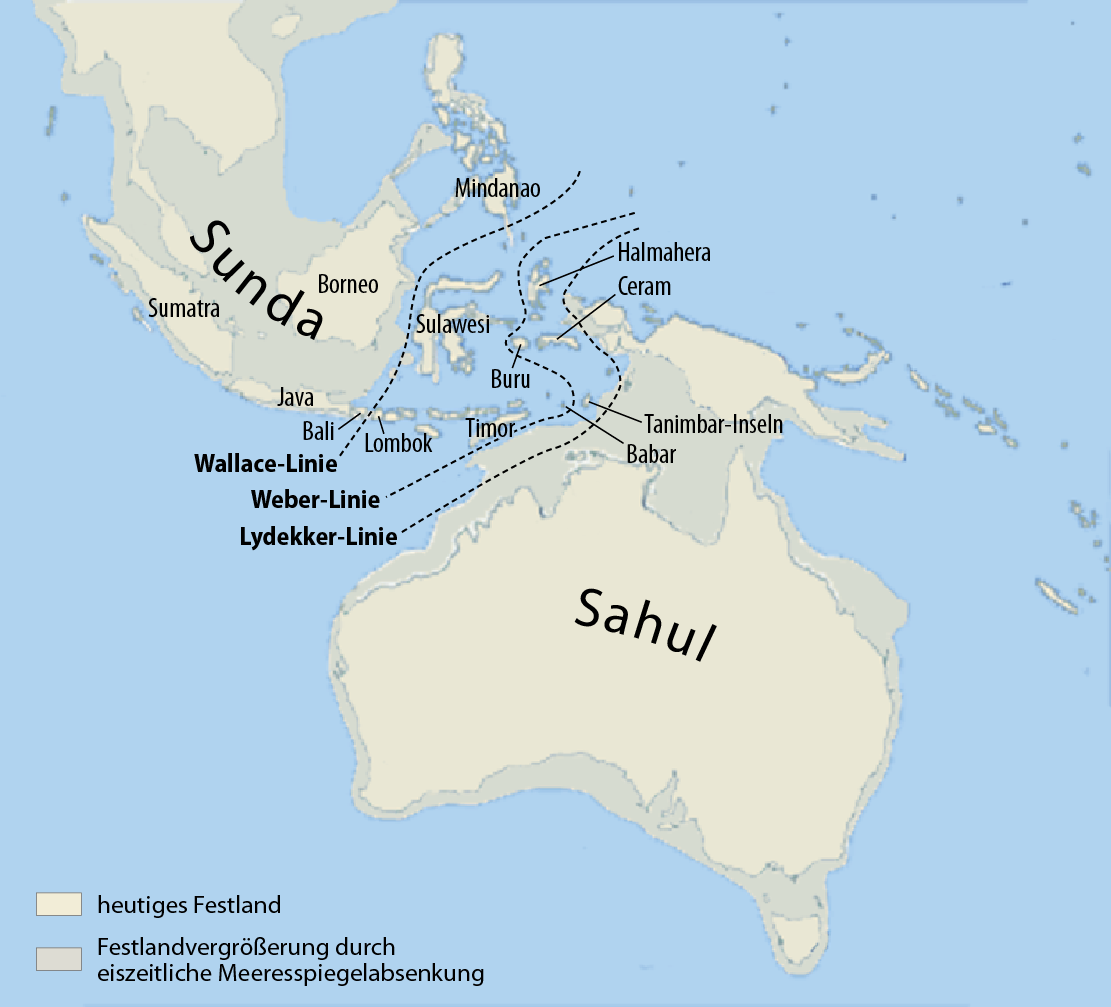
Sahul während der Eiszeit im Vergleich zu den heutigen Küstenlinien

Als Sahul oder Meganesien wird die zusammenhängende Landmasse bezeichnet, die während der letzten Eiszeit aus Australien, der nördlich gelegenen Insel Neuguinea mit den Aru-Inseln, großen Teilen der Arafurasee sowie der südlich gelegenen Insel Tasmanien bestand. Die heutige Isolierung der Inseln vom australischen Festland vollzog sich nach Ende der letzten Eiszeit, als der Meeresspiegel aufgrund der schmelzenden Inlandeismassen um mehr als hundert Meter anstieg. Dagegen waren Sunda und Sahul nie durch eine Landbrücke verbunden.
Die dadurch entstandene Meerenge zwischen der zum australischen Bundesstaat Queensland gehörenden Kap-York-Halbinsel und Neuguinea heißt Torres-Straße und ist 140 Kilometer breit. Die Bass-Straße zwischen der Insel Tasmanien und dem australischen Kontinent ist zirka 250 km breit und hat eine durchschnittliche Wassertiefe von etwa 90 m. Die Überflutung der Torres-Straße erfolgte vor etwa 8000 Jahren und die der Bass-Straße vor etwa 12.000 Jahren. Der Meeresspiegel stieg bis vor etwa 6000 Jahren auf das heutige Niveau.
Diese Trennung von Sunda und Sahul spiegelt sich auch in der heutigen unterschiedlichen Fauna beider Regionen wider, deren Abgrenzungen voneinander durch die Weber-, die Wallace- und die Lydekker-Linie beschrieben werden. Im Gegensatz dazu ist die Fauna auf den heute isolierten Inseln innerhalb der ehemaligen Sahul-Region sehr ähnlich. So kommen Beuteltiere auf Neuguinea, Tasmanien und Australien sowie einigen westlich vorgelagerten Inseln bis nach Sulawesi vor und einige Arten von Regenbogenfischen sowohl im Norden Australiens als auch im Süden Neuguineas.

## Menschliche Besiedlung
Die früheste Besiedlungsphase Sahuls wird vor 50.000 bis 60.000 Jahren angesetzt. Da in diesem Zeitraum die Radiokarbonmethode nicht mehr funktioniert, verwendete man zur Altersbestimmung Lumineszenz.
Momentan ist weitgehend akzeptiert, dass Sahul vor 35.000 Jahren besiedelt war. Menschen hatten vor fast 50.000 Jahren das Hochland von Neuguinea erreicht, und vor mehr als 40.000 Jahren die gemäßigten Wälder im Südwesten des Kontinents. Etwa 5000 Jahre später finden sich Siedlungsspuren im trockenen und heißen Zentrum wie auch unter Felsüberhängen in den Bergen Tasmaniens. Die unterschiedlichen Lebensräume wurden mit einer Steintechnologie erobert, die während des gesamten Pleistozäns keine standardisierten Formen zeigt.
Der Weg, den die ersten Siedler Sahuls nahmen, lässt sich nicht rekonstruieren, da die vorhandenen Datierungen in Neuguinea und Australien fast alle deutlich älter sind als die südostasiatischen. 2017 wurde von Funden in der Höhle von Laili, an der Nordküste Osttimors berichtet. Sie belegen eine Besiedlung vor bis zu 44.600 Jahren. Sie sind derzeit die ältesten bekannten Spuren menschlicher Besiedlung in Wallacea. Auf bis zu 42.000 Jahre wurden Funde in der Höhle von Jerimalai an der Ostspitze Timors bestimmt. Felsbilder in der Höhle Lene Hara zeigen Ähnlichkeiten mit Funden in Australien, was die Theorie der Timor-Route weiter bestärkt.